# エヌライト・ジャパン
株式会社エヌライトジャパン（英: N LITE Japan、略称：N LITE, エヌライト）は、日本のアニメ制作会社。米国株式会社エヌライト・メディア（英: N LITE Media Corp.）の子会社。

## 概要
アフロの日本アニメーション（アフリメ作品）の企画・制作を主な目的とする米国エヌライト株式会社の創設者兼代表取締役CEO、クリスティアーノ・テリーの日本進出を支援することをきっかけに、ハリウッド俳優兼プロデューサーであり米国シンカ・グループの代表取締役CEOでもある小山田真と共に設立。制作資金は、主に米国を含めて海外で集め、企画・制作は、日本。
2021年に、米国株式会社エヌライトは、スタジオジブリの「君たちはどう生きるか」等のアメリカ劇場配給会社GKIDSと業務提携を締結。米国において企画・制作及び株式会社エヌライトの作品の米国配給を支援。
2022年に、株式会社エヌライト・ジャパンを東京に設立。設立後、株式会社エヌライト・ジャパンは、コンゴ民主共和国を題材にしたストーリの最初のアフロアニメ映画作品「ムフィンダ」(MFINDA)を制作発表。
2023年に、マッドハウス・MAPPA・スタジオM2を創設した丸山正雄が、本編にプロデューサーとして加わる。スタジオM2がプリプロダクションに関わる。
同年7月、全米最大「アニメ・エキスポ」にて、ファイナルファンタジーシリーズのキャラクターデザイナーの天野喜孝や小山田らが出席し、天野喜孝オリジナル作品「Zan」（ザン）劇場アニメ化が発表。
2024年に、オスカー受賞者のハリウッド女優・ヴィオラ・デイヴィスが代表取締役を務めるハリウッド制作プロダクション会社ジュビー・プロダクションズ（JuVee Productions）と業務提携を締結。米国において企画・制作を協力。